# Estelle Mossely
Estelle Yoka-Mossely (* 19. August 1992 in Créteil als Estelle Mossely) ist eine französische Profiboxerin und aktuelle IBO-Weltmeisterin im Leichtgewicht. 
Bei den Amateuren wurde sie unter anderem 2016 Weltmeisterin und Olympiasiegerin im Leichtgewicht.

## Amateurkarriere
Estelle Mossely begann im Alter von zwölf Jahren in Champigny-sur-Marne mit dem Boxsport. Sie wurde von 2012 bis 2016 gleich fünfmal in Folge Französische Meisterin im Leichtgewicht und besiegte dabei unter anderem Cindy Orain, Maïva Hamadouche und Elhem Mekhaled.
2010 gewann sie die Goldmedaille im Federgewicht bei den EU-Meisterschaften, wobei sie im Finale die Vizeweltmeisterin 2012, Sandra Kruk, bezwungen hatte. Bei den Europameisterschaften 2011 unterlag sie in der Vorrunde gegen Helena Falk.
Im Februar 2012 gewann sie die nationale Olympiaqualifikation mit Siegen gegen Angélique Duchemin und Maïva Hamadouche, schied jedoch bei den Weltmeisterschaften im Mai desselben Jahres, bei denen die Startplätze für die Olympischen Spiele 2012 vergeben wurden, im Viertelfinale gegen Mawsuna Tschorijewa aus.
2013 gewann sie Silber bei den EU-Meisterschaften, nachdem sie unter anderem Natasha Jonas besiegt hatte und erst im Finale mit 1:2 gegen die vierfache Weltmeisterin Katie Taylor unterlegen war. Gegen diese verlor sie dann auch im Finale bei den Europameisterschaften 2014, nachdem sie zuvor Chantelle Cameron, Jelena Jelić, Romina Marenda und Sofja Otschigawa besiegt hatte. Bei den Weltmeisterschaften 2014 schlug sie im Viertelfinale Kinga Siwa, schied erst im Halbfinale mit 1:2 gegen Jana Alexejewna aus und gewann damit eine Bronzemedaille.
Eine weitere Silbermedaille gewann sie bei den Europaspielen 2015, nachdem sie im Finale wieder an Katie Taylor gescheitert war. Im April 2016 schied sie im Viertelfinale der europäischen Olympiaqualifikation in Samsun gegen Irma Testa aus.
Im Mai 2016 gewann sie dann überraschend die Goldmedaille bei den Weltmeisterschaften in Astana, nachdem sie sich in überlegener Weise gegen Ri Tong-Sun (Vize-Asienmeisterin 2015), Caroline Veyre (Gewinnerin der Panamerikaspiele 2015), Jana Alexejewna (Vize-Weltmeisterin 2014), nun auch Katie Taylor und Anastassija Beljakowa (Weltmeisterin 2014, Gewinnerin der Europaspiele 2015) durchgesetzt hatte und sich damit noch einen Startplatz bei den Olympischen Sommerspielen 2016 in Rio de Janeiro sichern konnte. Nach Myriam Lamare (2002), Aya Cissoko (2006) und Sarah Ourahmoune (2008) wurde sie die erst vierte und mit Stand 2022 letzte französische Boxweltmeisterin der Amateure.
Bei den Olympischen Spielen 2016 schlug sie diesmal Irma Testa, erneut Anastassija Beljakowa und im Finale Yin Junhua, womit sie die erste und bislang einzige französische Olympiasiegerin im Boxen wurde. Der französische Boxer Tony Yoka, mit welchem sie zu diesem Zeitpunkt bereits liiert war, gewann darüber hinaus die Goldmedaille im Superschwergewicht, was dem Paar den Spitznamen Golden Couple einbrachte.

## Profikarriere
Estelle Mossely bestritt ihr Profidebüt am 28. Juli 2018 und gewann bereits in ihrem erst fünften Kampf am 14. Juni 2019 den IBO-Weltmeistertitel im Leichtgewicht durch einen einstimmigen Punktsieg gegen die bis dahin ungeschlagene Schwedin Lucy Wildheart.
Den Titel verteidigte sie im Oktober 2019 einstimmig gegen die ebenfalls ungeschlagene Argentinierin Ana Güichapani, im März 2021 einstimmig gegen die Deutsche Verena Kaiser und im März 2022 durch geteilte Entscheidung (2:1) gegen die Argentinierin Yanina Lescano.

## Sonstiges
Estelle Mossely wurde als Tochter eines gebürtigen Kongolesen und einer gebürtigen Ukrainerin in Frankreich geboren. Ihre Eltern hatten sich während des Studienaufenthalts ihres Vaters in der Ukraine kennengelernt.
Im Jahr 2015 erwarb sie ihren Abschluss in Ingenieurwissenschaften an der École supérieure d’ingénieurs Léonard-de-Vinci in Paris.
Für ihren Olympiasieg wurde sie im Dezember 2016 vom französischen Staatspräsidenten François Hollande zum Ritter der Ehrenlegion ernannt. Zudem gewann sie für 2016 die Wahl zur Sportlerin des Jahres bei den RMC Sport Awards.
Estelle Mossely ist seit Januar 2018 mit dem französischen Profiboxer und Olympiasieger Tony Yoka verheiratet. Das Paar hat zwei gemeinsame Söhne, Ali und Magomed, welche im August 2017 und Mai 2020 geboren wurden.